# Cimetière du Polygone
Pour les articles homonymes, voir Polygone (homonymie).
Le Cimetière du Polygone est cimetière situé dans le quartier du Neuhof à Strasbourg.

## Présentation
Le cimetière fut aménagé en 1899.
D'une superficie de 2,70 hectares, il est situé au lieu-dit Kühnau (« pré de la famille Kühn »), au Polygone dans le quartier du Neuhof, au sud de la ville.

## Personnalités
Parmi les personnalités qui y sont inhumées figurent notamment l'homme de lettres Jules Case, les martyrs de la Résistance Marcel Weinum et Raoul Clainchard, l'artiste-peintre Henri Loux.